# Jan den Uyl

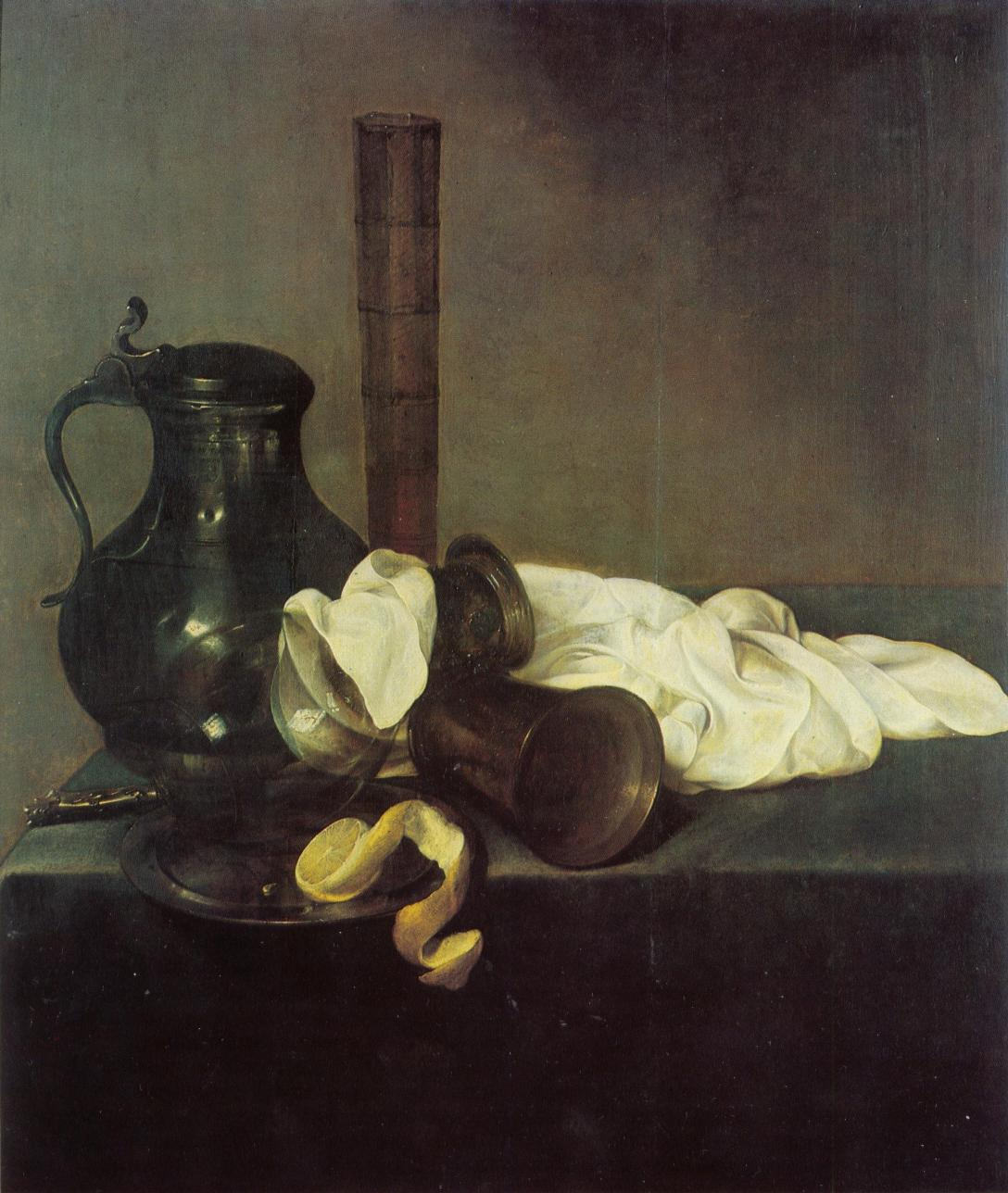
Jan den Uyl, Bodegón con jarra de peltre, copa de flauta, mantel o servilleta blancos, equilibrando la piel de limón y el vaso caído, 1637, óleo sobre tabla, 83 × 69 cm, propiedad privada

Jan Jansz den Uyl o Uuijl (ca. 1596-Ámsterdam, 24 de noviembre de 1639  ) fue un pintor holandés de naturalezas muertas y grabador. En su trabajo es notable la omisión de los símbolos de estatus; sin embargo, Den Uyl pudo lograr una valiosa grandiosidad.

## Trayectoria
Jan Janszoon den Uyl nació en 1595 o 1596, posiblemente en Kampen. No se sabe nada de sus maestros. El 21 de marzo de 1619, el católico Den Uyl notificó su intención de casarse con Geertje Jans Treck, de 19 años, hermana del pintor Jan Treck. El registro en el puiboeken de Ámsterdam muestra que Den Uyl ya estaba activo como pintor en 1619. En 1621 vendió un patio en Rapenburg; en 1624 la casa paterna con Brederode a caballo en la fachada. En junio de 1631 vendió su casa en Koningsgracht, ahora en el 376 de Singel; su hermano Arent vivía junto a él, ahora en el 378 de Singel. En junio de 1635, Den Uyl y su hermano contrataron al abogado Trojanus de Magistris para que se ocupara de sus asuntos financieros. En agosto, Jan Jansz. den Uyl viaja a Haarlem y en abril del año siguiente estaba en Leiden. Arent Jansz, ebanista o carpintero, se casó en mayo de 1636; Den Uyl lo acompañó al ayuntamiento en la plaza Dam. La felicidad no duró mucho ya que Arendt Jansz. fue enterrado el 8 de julio de 1637.

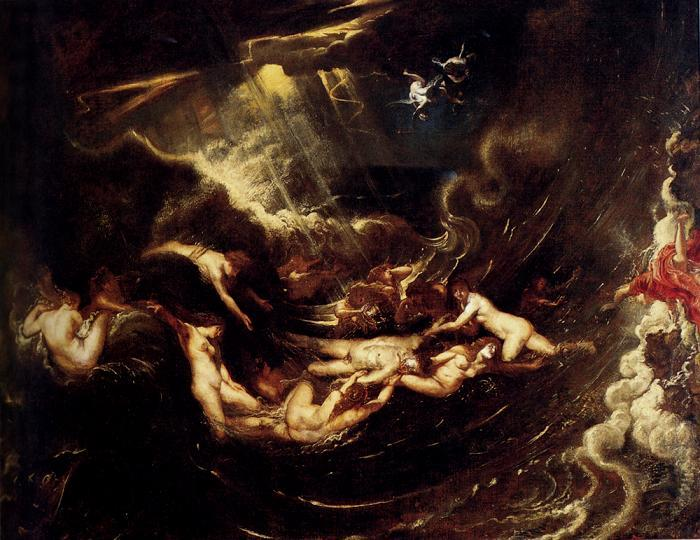
Den Uyl y Rembrandt fueron dueños sucesivos del cuadro Hero y Leandro (1605) de Peter Paul Rubens, ahora en la Galería de Arte de la Universidad de Yale

El 7 de octubre de 1637, Rembrandt fue a una subasta en nombre de Jan Jansz den Uyl; parece que para subir el precio de cierta pintura. Por cierto que Rembrandt compró al día siguiente un cuadro de Rubens, que anteriormente había sido de Jan den Uyl.

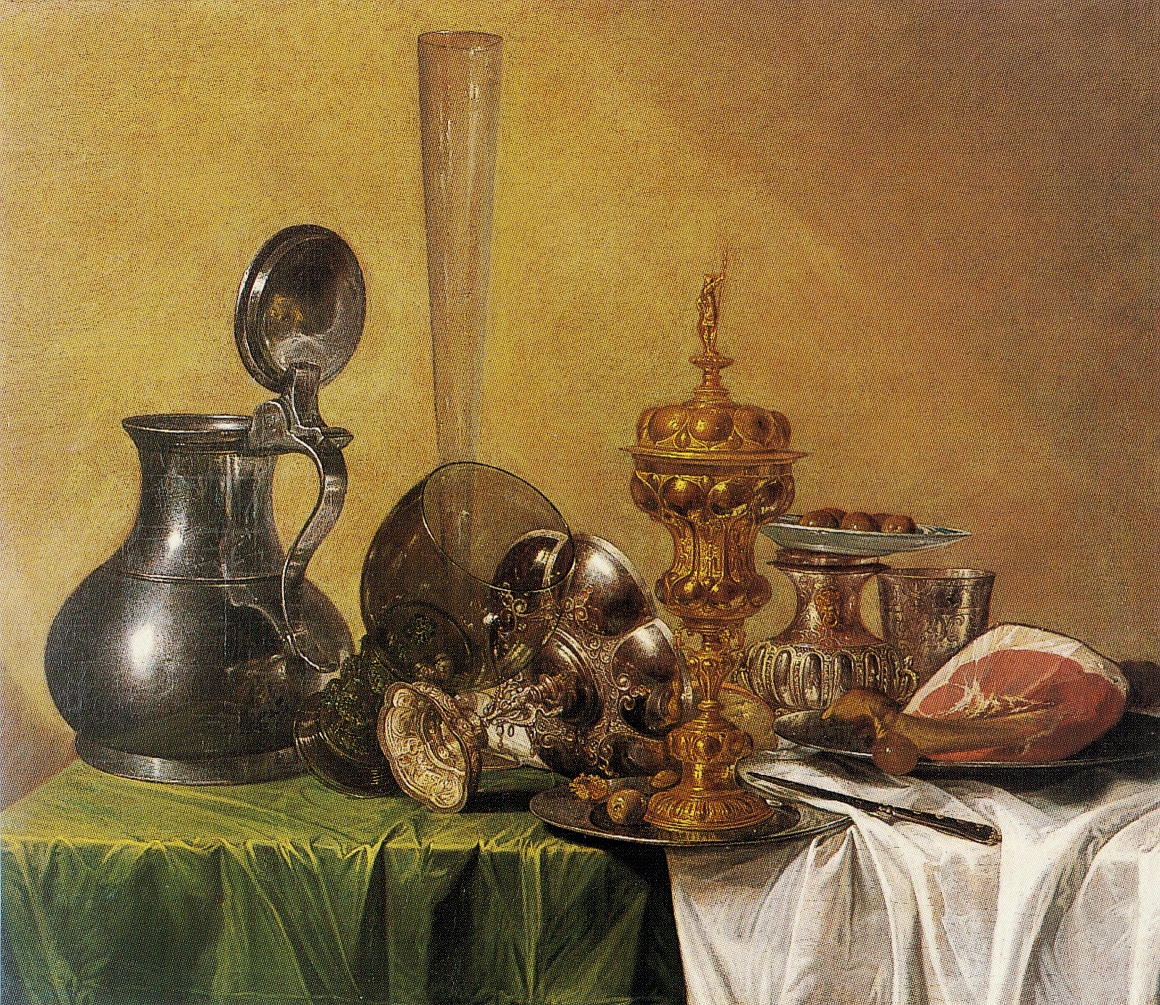
Bodegón con vajilla, aceitunas, jamón y cuchillo ', c. 1640 (1635-1640), óleo sobre lienzo, 74 × 86 cm, Colección particular

El 17 de octubre de 1637, según Abraham Bredius, ya enfermo Uyl se sentó en una silla junto al fuego en su sótano, para redactar un testamento con su esposa y el notario. La pareja vivía en el Jordaan en Bloemgracht, donde en ese momento se encontraban varios tintoreros. En abril de 1638 vendió la antigua casa de su hermano en el Singel, que corría detrás del Herengracht. El 29 de junio de 1639 vendió una casa en un callejón cerca de Paardenstraat, entre la actual plaza Rembrandtplein y el Amstel. El pintor vivía en el edificio contiguo.

## Fecha de muerte y herencia
Durante mucho tiempo no se conoció la fecha de la muerte y se asumió que Jan den Uyl debía haber muerto después del 22 de octubre de 1639 y antes del 3 de enero de 1640. Van Eeghen ya publicó detalles importantes en Amstelodamum en 1977 indicando que Jan Jansz fue enterrado en Nieuwe Kerk el 24 de noviembre de 1639. 

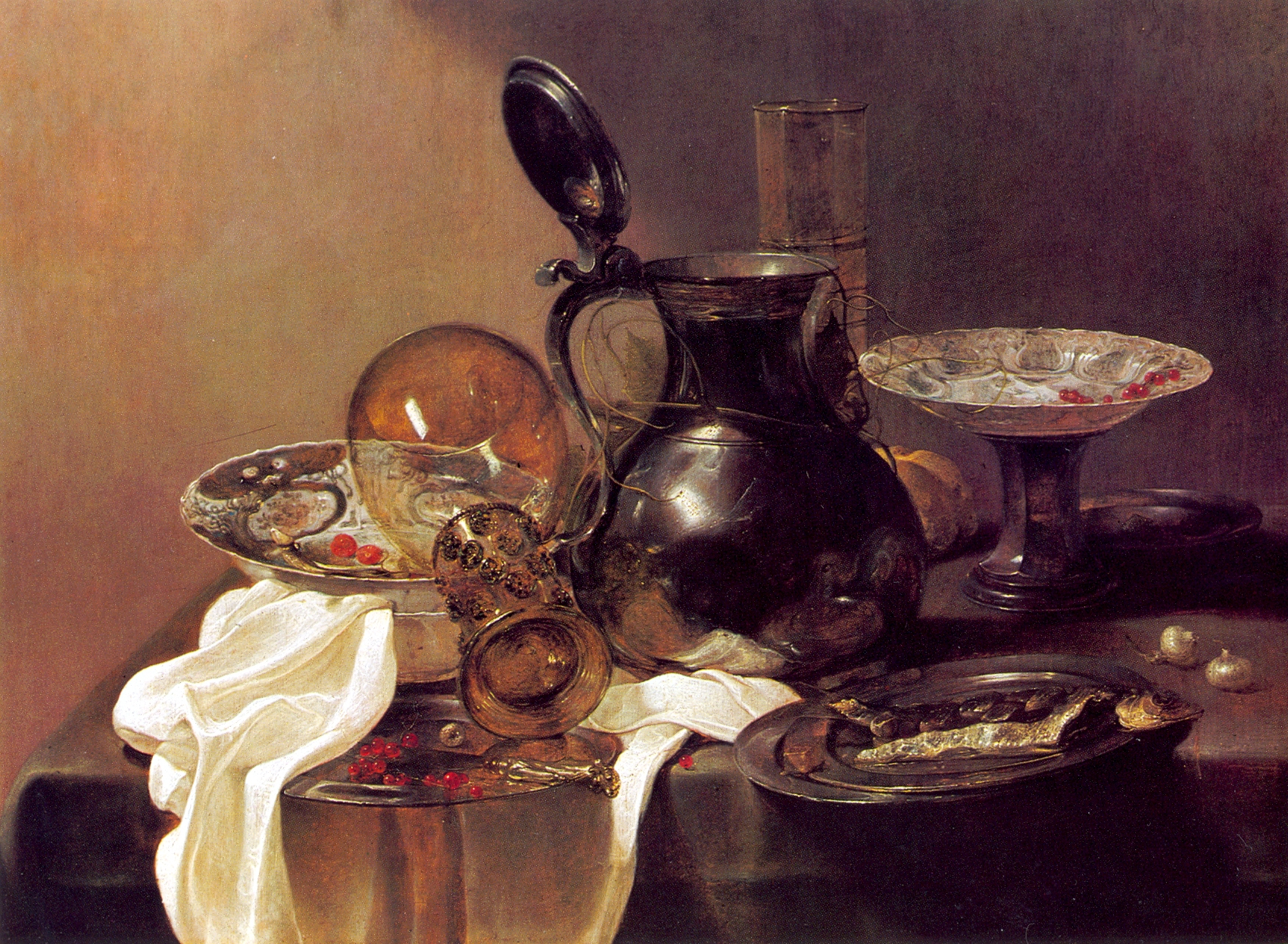
Bodegón o pieza de banquete, iniciado por Den Uyl, con porcelana Wanli, la típica servilleta blanca, pero también un arenque, un vaso de cerveza, una ampolla volcada y una jarra de peltre, acabado por Jan Jansz. Treck (1640)

Después de su muerte, Jan Jansz. Treck, su cuñado y alumno, toma la custodia de los dos hijos de Den Uyl.
DEn Uyl tuvo dos hijos, cada uno de los cuales heredó 1.300 florines cuando su madre y su cuñada vendieron dos casas bajo un mismo techo en Raamgracht. Luego Geertje se casó con un orfebre y se mudó a Blauwburgwal. En 1652 sus dos hijos heredaron las pinturas y el oro y las joyas de su hermano, el pintor Jan Jansz. Geertje Jansz. poseía una casa detrás del reducto en la Beulingstraat, que estaba muy bien ubicada y en 1661, a petición de la ciudad y por decisión de la Corte de Holanda, fue vendida por Joan Uyl al concejal Jan J. Hinlopen para la realización de la Cuarta ampliación de Ámsterdam. 